# Koichi Sugiyama
Koichi Sugiyama (杉山 弘一 Sugiyama Koichi?), född 27 oktober 1971 i Osaka prefektur, är en japansk före detta fotbollsspelare.
Sugiyama började sin karriär 1994 i Urawa Reds. Han spelade 106 ligamatcher för klubben. 1999 flyttade han till Verdy Kawasaki (Tokyo Verdy). Efter Tokyo Verdy spelade han för Albirex Niigata. Han avslutade karriären 2003.